# جنگ اول بالکان

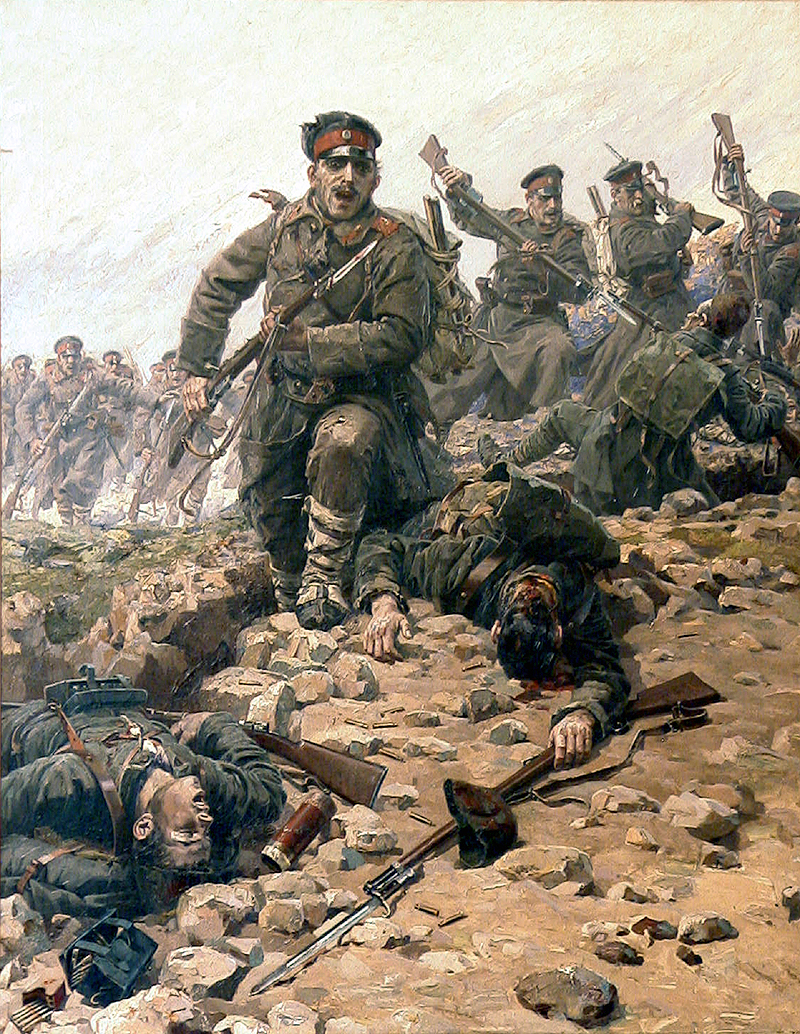
جنگ اول بالکان

جنگ اول بالکان (ترکی: Birinci Balkan Savaşı، بلغاری: Балканска война، یونانی: Α΄ Βαλκανικός πόλεμος، صربی: Први балкански рат Prvi Balkanski rat) که از اکتبر ۱۹۱۲ تا ماه مه سال ۱۹۱۳ به درازا کشید، مجموعه نبردهایی میان اتحادیه بالکان (صربستان، یونان، مونته‌نگرو و بلغارستان) در برابر امپراتوری عثمانی بود. ارتش مشترک کشورهای بالکان از نظر شمار و برتری راهبردی بر ارتش عثمانی غالب شد و موفقیت سریعی به دست آورد.
در نتیجه جنگ تقریباً تمامی سرزمین‌های اروپایی باقی‌مانده تحت سلطه امپراتوری عثمانی از آن جدا و در میان اعضای اتحادیه بالکان تقسیم شد. حوادث متعاقب این جنگ به ایجاد کشور مستقل آلبانی انجامید. با وجود موفقیت جنگ اول بالکان، بلغارستان از تقسیم غنایم در مقدونیه ناراضی بود که موجب آغاز جنگ دوم بالکان گشت.

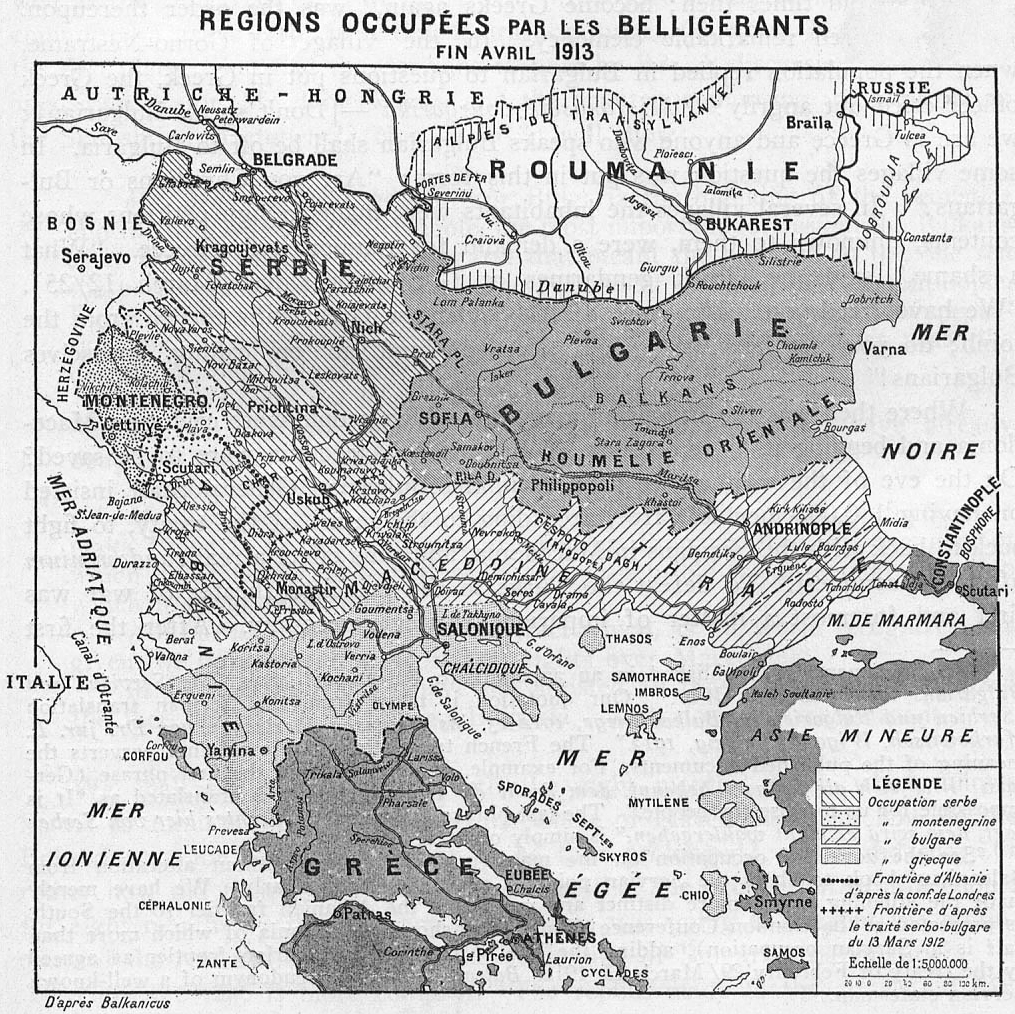
نتایج جنگ اول بالکان

## پیش زمینه
تنش بین کشورهای بالکان بر سر آرمان‌ها و توسعه طلبی‌هایشان در رابطه با مناطق تحت کنترل امپراتوری عثمانی در اروپا از جمله روملیا (مشخصا روم‌ایلی شرقی)، تراکیه و جمهوری مقدونیه با دخالت قدرت‌های غربی به جهت حفظ وضع موجود و حفاظت از اکثریت مسیحی آن در اواسط قرن نوزدهم فروکش کرده بود. تا سال ۱۸۶۷ استقلال صربستان و مونتنگرو تأمین شد که قرارداد ۱۸۷۸ برلین نیز بر آن صحه گذاشت. انقلاب ژوئیه ۱۹۰۸ ترکان جوان که سلطان را مجبور به برقراری دوباره قانون اساسی معلق امپراتوری کرد، پرسش در توانایی حاکمیت عثمانی را دوباره احیا کرد.
تمایل صربستان در سلطه بر بوسنی و هرزگووین با بحران در این منطقه و ضمیمه شدن آن به خاک امپراتوری اتریش در اکتبر ۱۹۰۸ از بین رفته بود. به همین جهت صرب‌ها نظر توسعه طلبانه خود را رو به جنوب برگرداندند. پس از الحاق بوسنی به اتریش ترکان جوان تلاش کردند مسلمانان آن را وادار به مهاجرت به امپراتوری عثمانی کنند. کسانی که این پیشنهاد را پذیرفتند توسط دولت عثمانی در نواحی شمالی مقدونیه که در آن زمان از جمعیت مسلمان اندکی برخوردار بود، سکنا داده شدند. این تجربه برای امپراتوری عثمانی فاجعه بار بود چرا که این مهاجران با مسلمانان حاضر در آلبانی متحد شدند. این افراد حتی در قیام‌های قبل و در جریان انقلاب بهار ۱۹۱۲ مردم آلبانی مشارکت کردند.
در ماه مه ۱۹۱۲ انقلابیون حمیدی آلبانیایی که خواهان بازگشت سلطان عبدالحمید دوم به قدرت بودند، توانستند ترکان جوان را از شهر اسکوپیه بیرون برانند و رو به جنوب تا مناستیر (بیتولا امروزی) پیش بروند. این اقدامات ترکان جوان را در ژوئن ۱۹۱۲ مجبور به پذیرش خودمختاری بخش‌های بزرگی از منطقه کرد. صربستان که با تسلیح انقلابیون حمیدی و آلبانیایی‌های کاتولیک به آن‌ها کمک می‌کرد، از این شورش به عنوان بهانه‌ای برای آغاز جنگ استفاده کرد. میان صربستان، مونتنگرو، یونان و بلغارستان سخنانی از حملات احتمالی علیه مواضع امپراتوری عثمانی پیش از آغاز انقلاب در آلبانی در جریان بود. یک توافق رسمی بین صربستان و مونتنگرو در هفتم مارس به امضا رسید. هجدهم اکتبر پتر اول، پادشاه وقت صربستان با صدور بیانیه‌ای خطاب به مردم صرب حمایت نظامی خود از آلبانیایی‌ها را اعلام کرد.
برای یافتن متحد صربستان به دنبال انعقاد یک قرارداد با بلغارستان برآمد. در توافقی که به دست آمد، بلغارستان می‌توانست در صورت پیروزی بر امپراتوری عثمانی بر نیمی از مقدونیه مسلط شود. از طرفی بلغارستان نیز توسعه مناطق تحت کنترل صربستان تا شمال کوه‌های شار (از جمله کوزوو) را پذیرفت. مناطق حائل «مناطق مورد اختلاف» نامیده شد تا پس از کسب موفقیت در برابر عثمانی، تزار روسیه در مورد آن‌ها داوری کند. در جریان جنگ مسلم شد که آلبانیایی‌ها به صرب‌ها به عنوان آزادی‌بخش نگاه نمی‌کنند و صرب‌ها نیز به پیمان دوستی خود با آن‌ها وفادار نیستند.
پس از کودتای موفقیت‌آمیز برای اتحاد با روم‌ایلی شرقی، بلغارستان رؤیای اتحاد ملی خود را محقق شده یافت. به همین جهت ترتیب ایجاد یک ارتش بزرگ را داد و خود را «پروس بالکان» نامید. اما بلغارستان به هیچ وجه نمی‌توانست به تنهایی در یک جنگ مقابل امپراتوری عثمانی به پیروزی برسد.
در یونان افسران ارتش در شورش کودتای پادگان گودی در اوت ۱۹۰۹ موفق شده بودند دولت ترقی خواه الفتریوس ونیزلوس را به قدرت برسانند که امیدوار بودند مسئله جزیره کرت در دریای مدیترانه را به نفع یونان پیش ببرد. آن‌ها همچنین قصد جبران شکست سال ۱۸۹۷ مقابل امپراتوری عثمانی را داشتند. به همین جهت تحت نظارت مستشاران فرانسوی یک سازماندهی مجدد اضطراری برای ارتش یونان آغاز شد اما با آغاز جنگ در بالکان نیمه تمام ماند. در مذاکرات پیوستن یونان به اتحادیه بالکان بر خلاف توافق بر سر مقدونیه با صربستان، بلغارستان با دادن تعهد در توزیع دستاوردهای ارضی حاصل از جنگ مخالفت کرد. سیاست دیپلماتیک بلغارستان به این صورت بود که صربستان را مجبور به پذیرش موافقت نامه‌ای کند که دسترسی آن به مقدونیه را محدود نماید؛ درحالیکه حتی راضی به چنین توافقی با یونان نیز نبود. بلغارستان می‌پنداشت قادر خواهد بود به کمک ارتش پیش از یونان بخش بزرگی از مقدونیه از جمله بندر سالونیک را به کنترل خود درآورد.
ایتالیا سال ۱۹۱۱ حمله خود علیه امپراتوری عثمانی در لیبی را آغاز کرد و بلافاصله به سرعت جزایر دودکانس در دریای اژه را نیز تصرف نمود. پیروزی‌های قاطع ایتالیایی‌ها مقابل امپراتوری عثمانی این امید را به دولت‌های بالکان بخشید که می‌توانند در جنگ مقابل امپراتوری عثمانی پیروز شوند. تا بهار و تابستان سال ۱۹۱۲ کشورهای مسیحی‌نشین بالکان شبکه‌ای از اتحاد نظامی تشکیل دادند که بعدها اتحادیه بالکان نام گرفت.
قدرت‌های غربی بخصوص فرانسه و امپراتوری اتریش-مجارستان با اطلاع از تشکیل این اتحادیه سعی در منصرف کردن آن در ورود به جنگ با امپراتوری عثمانی داشتند که با شکست مواجه شدند. تا اواخر سپتامبر اعضای اتحادیه بالکان و امپراتوری عثمانی هر دو ارتش خود را به حالت آماده باش درآوردند. مونتنگرو به عنوان اولین کشور در هشتم اکتبر به امپراتوری عثمانی اعلان جنگ کرد. پس از ارسال یک ضرب‌الاجل غیرممکن در ۱۳ اکتبر به باب عالی صربستان، یونان و بلغارستان نیز در هفدهم اکتبر وارد جنگ شدند.

## توان و برنامه جنگی
در زمان آغاز جنگ امپراتوری عثمانی در منطقه ۱۲ هزار افسر، ۳۲۵ هزار سرباز، ۴۸ هزار اسب، ۲۳۰۰ قبضه توپ و ۳۸۸ مسلسل در اختیار داشت. از این تعداد ۹۲۰ افسر و ۴۲۶۰۰ سرباز به بخش‌های غیر متمرکز و مابقی به چهار لشکر تخصیص داده شدند. در طرف دیگر سه متحد اسلاو (صربستان، بلغارستان و مونتنگرو) پیش از آغاز جنگ طرح‌های مخفیانه‌ای برای چگونگی پیش برد جنگ در منطقه آماده کرده بودند.